# Ancognatha erythrodera
Ancognatha erythrodera är en skalbaggsart som beskrevs av Blanchard 1846. Ancognatha erythrodera ingår i släktet Ancognatha och familjen Dynastidae. Inga underarter finns listade i Catalogue of Life.